# Gáldar
Gáldar är en kommun i Spanien. Den ligger i den autonoma regionen Kanarieöarna i sydvästra delen av landet, 1 700 km sydväst om huvudstaden Madrid. Antalet invånare är 24 811 (2024). Arean är 62,55 kvadratkilometer. Gáldar ligger på ön Gran Canaria. Gáldar gränsar till Agaete, Artenara, Moya och Santa María de Guía de Gran Canaria. 

## Gáldar galleri

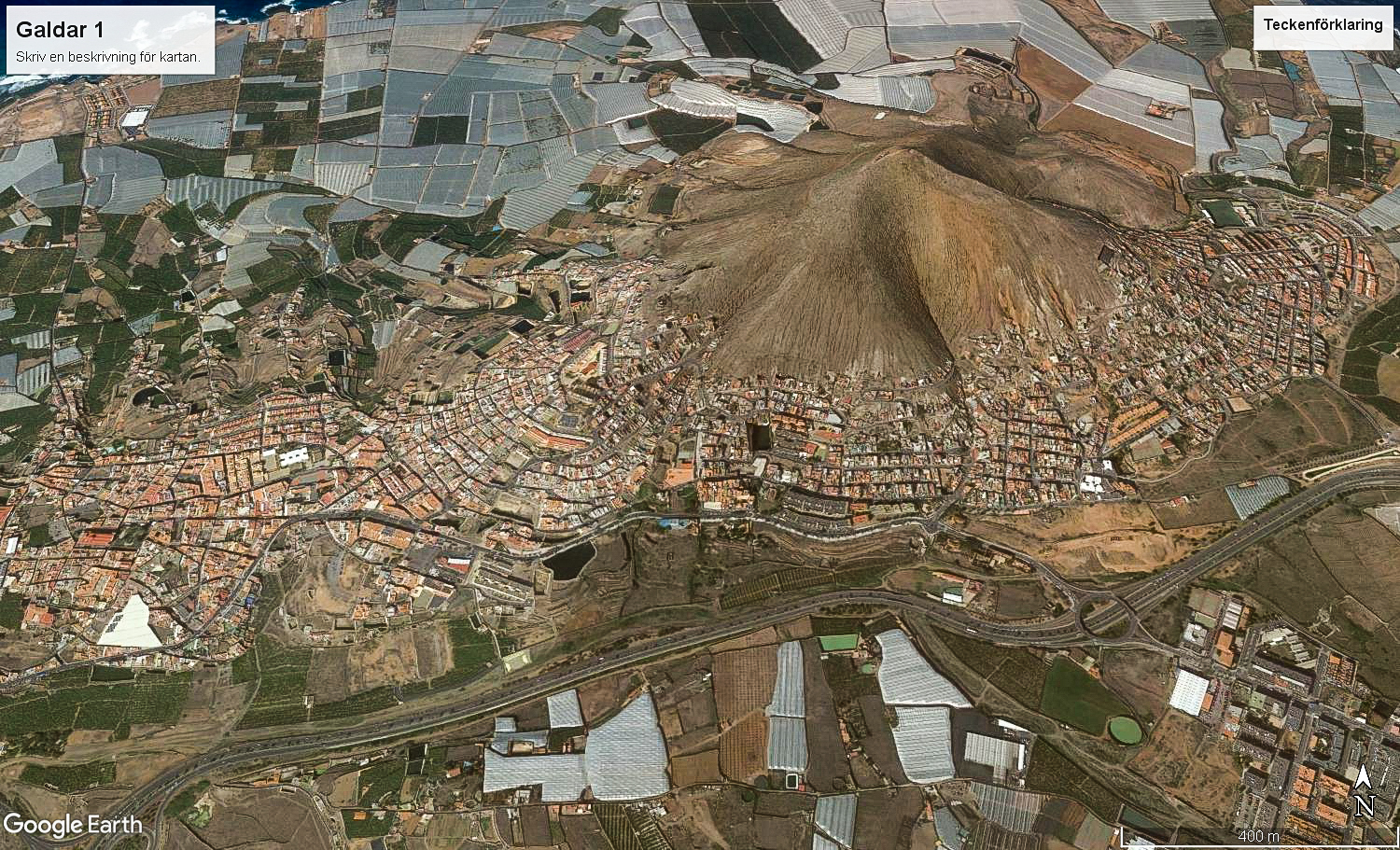
Gáldar från space
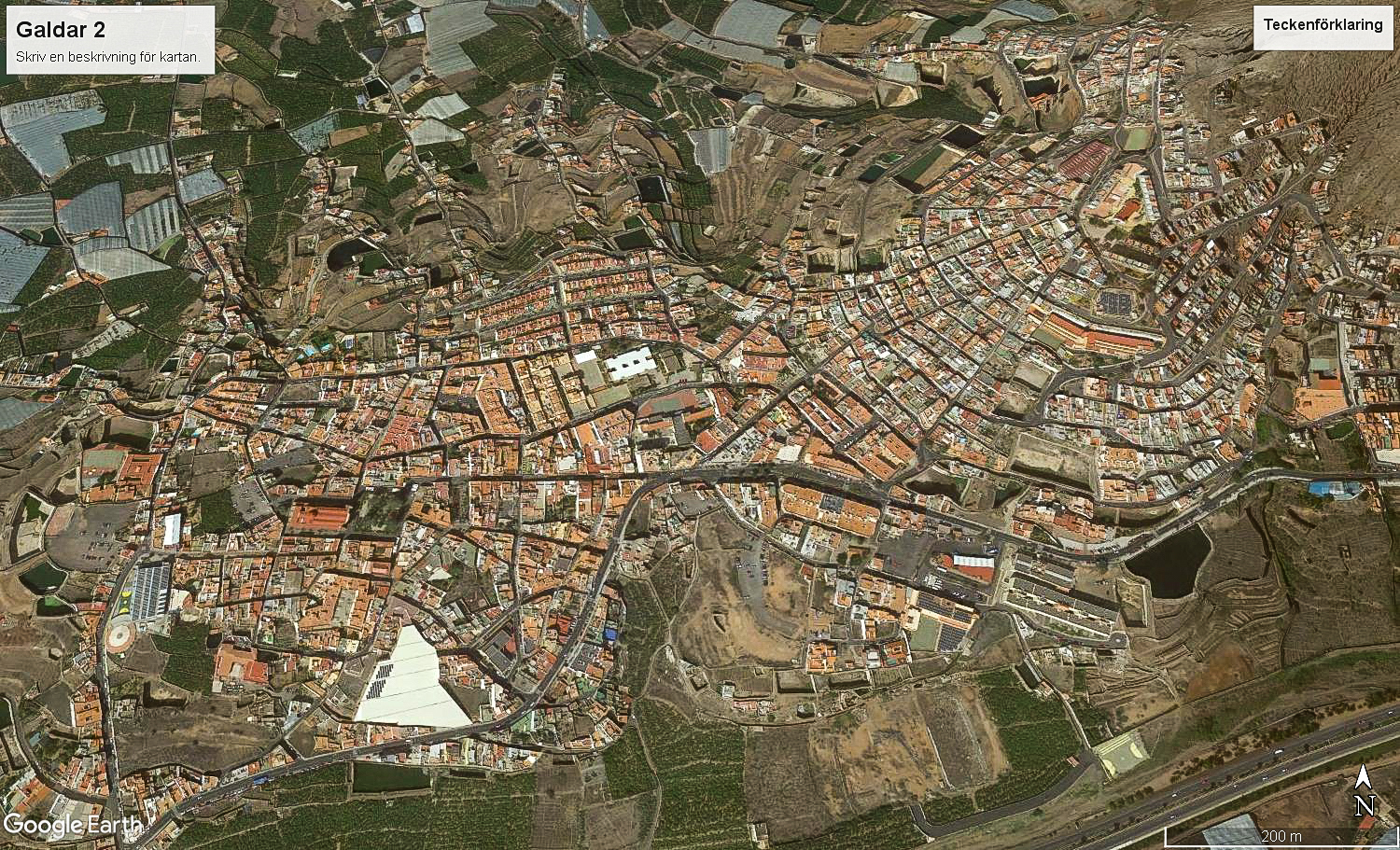
Gáldar från space
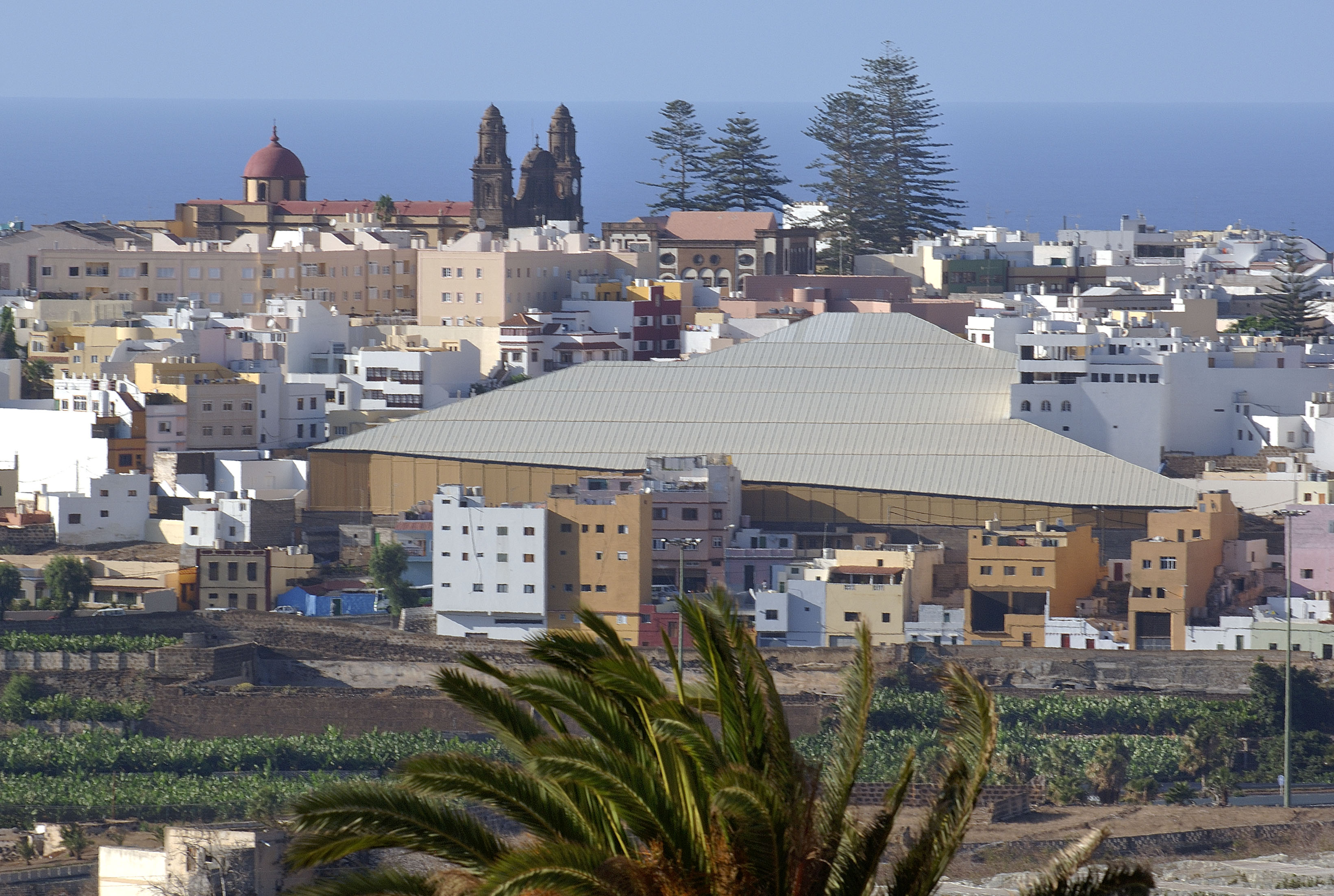
Gáldar
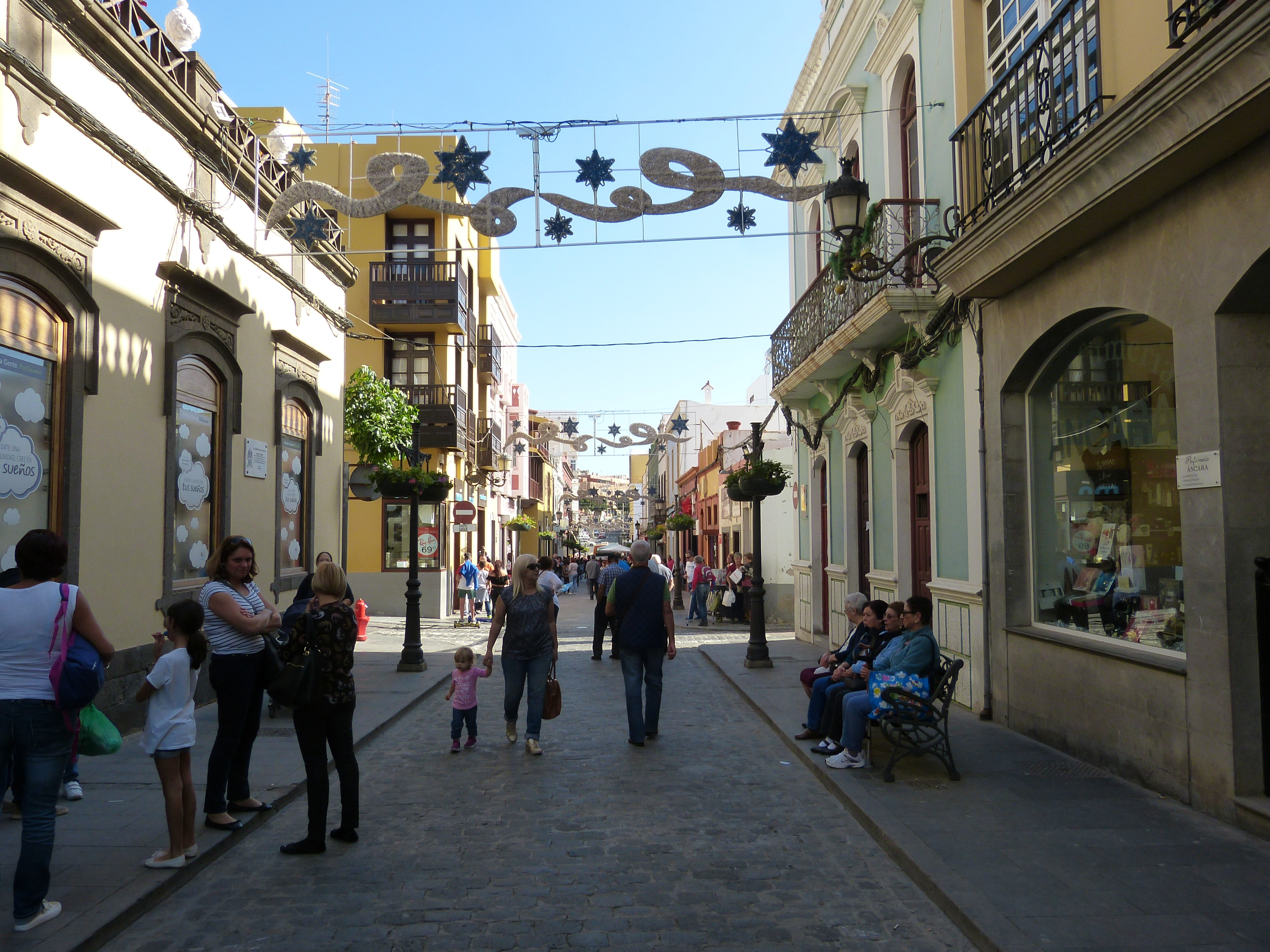
Gáldar - Calle Capitan Quesada

## Sardina galleri

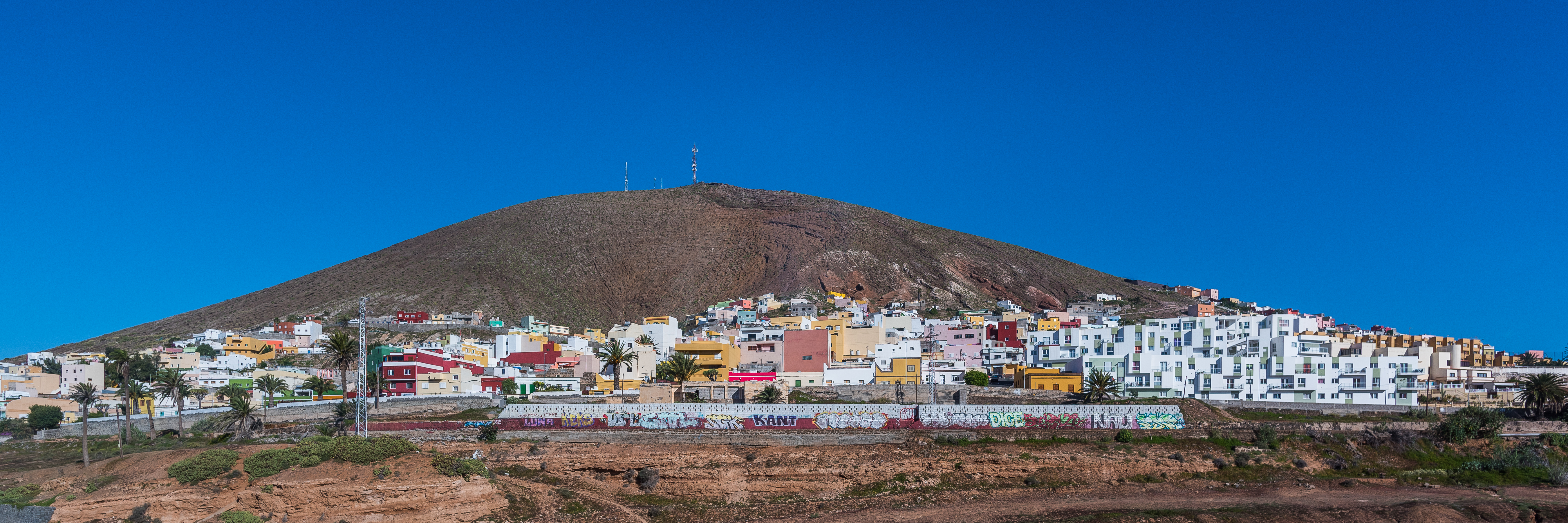
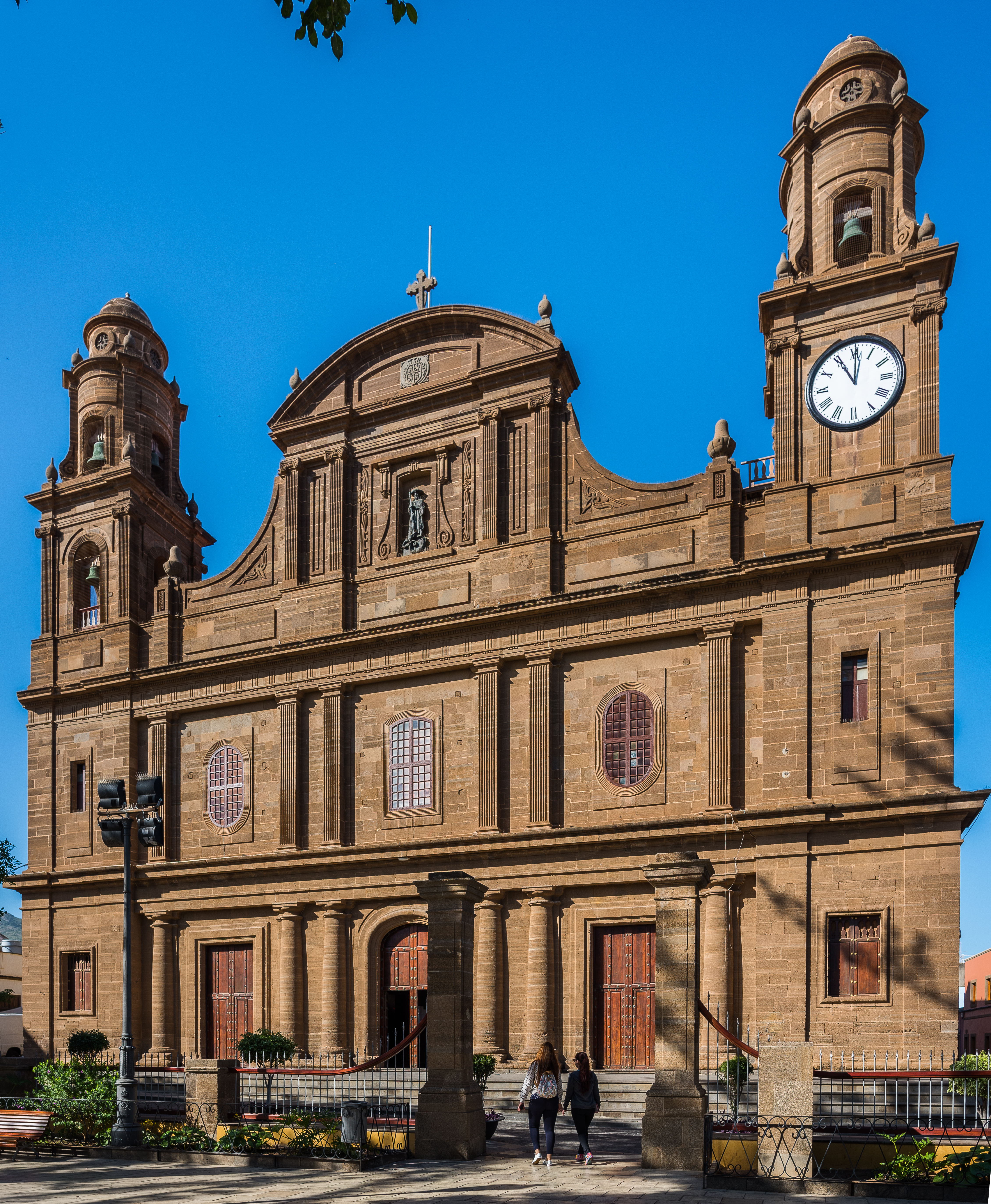
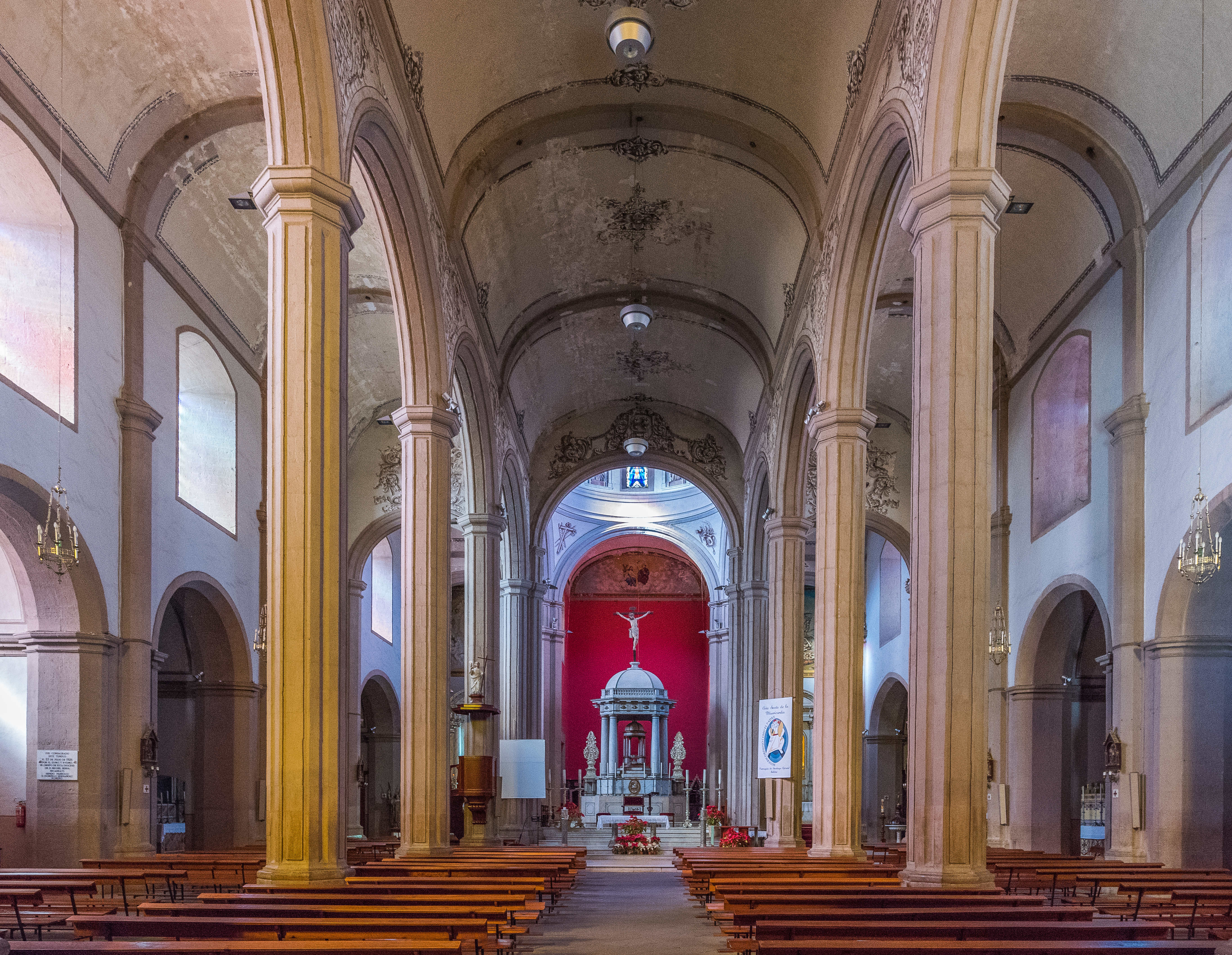
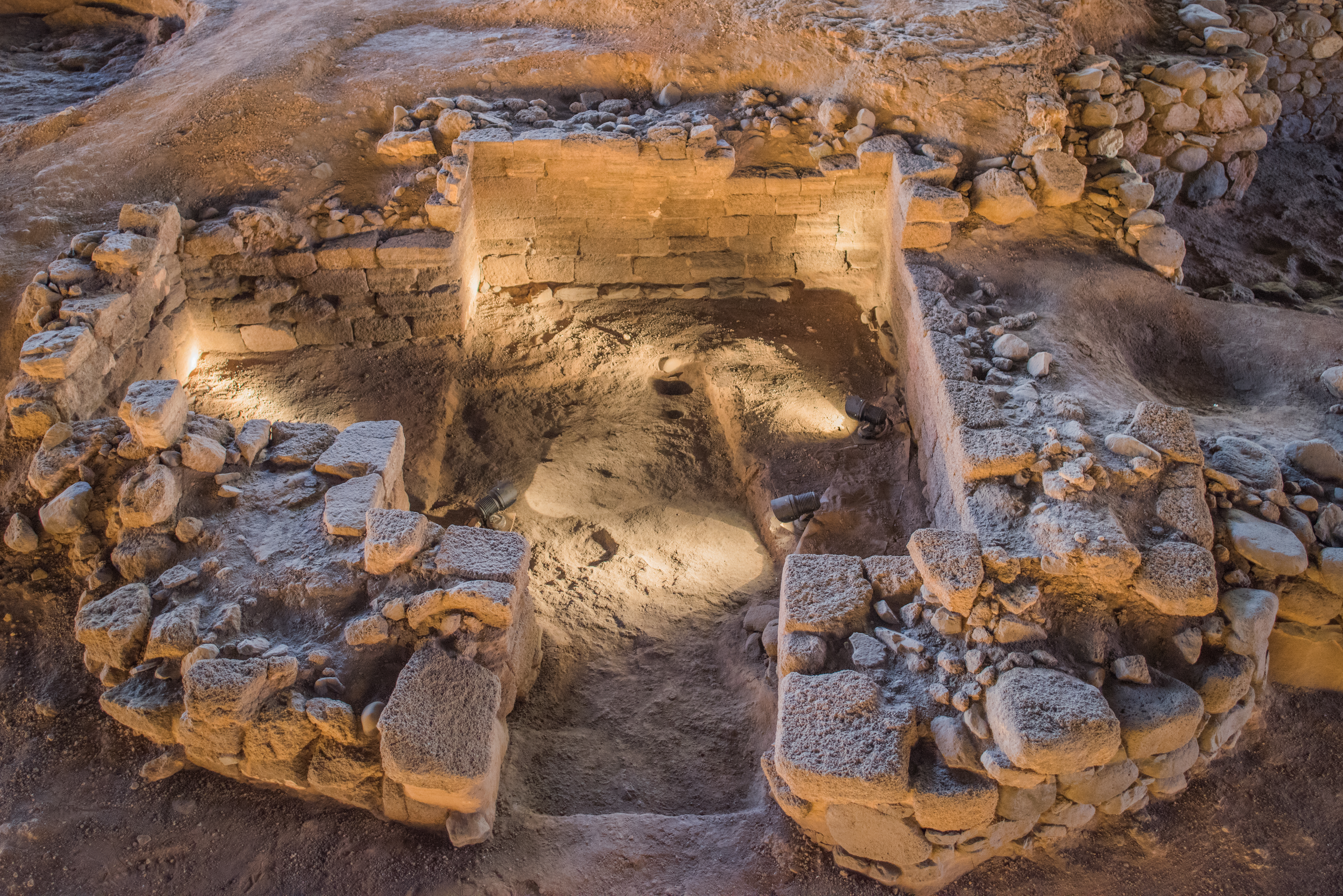

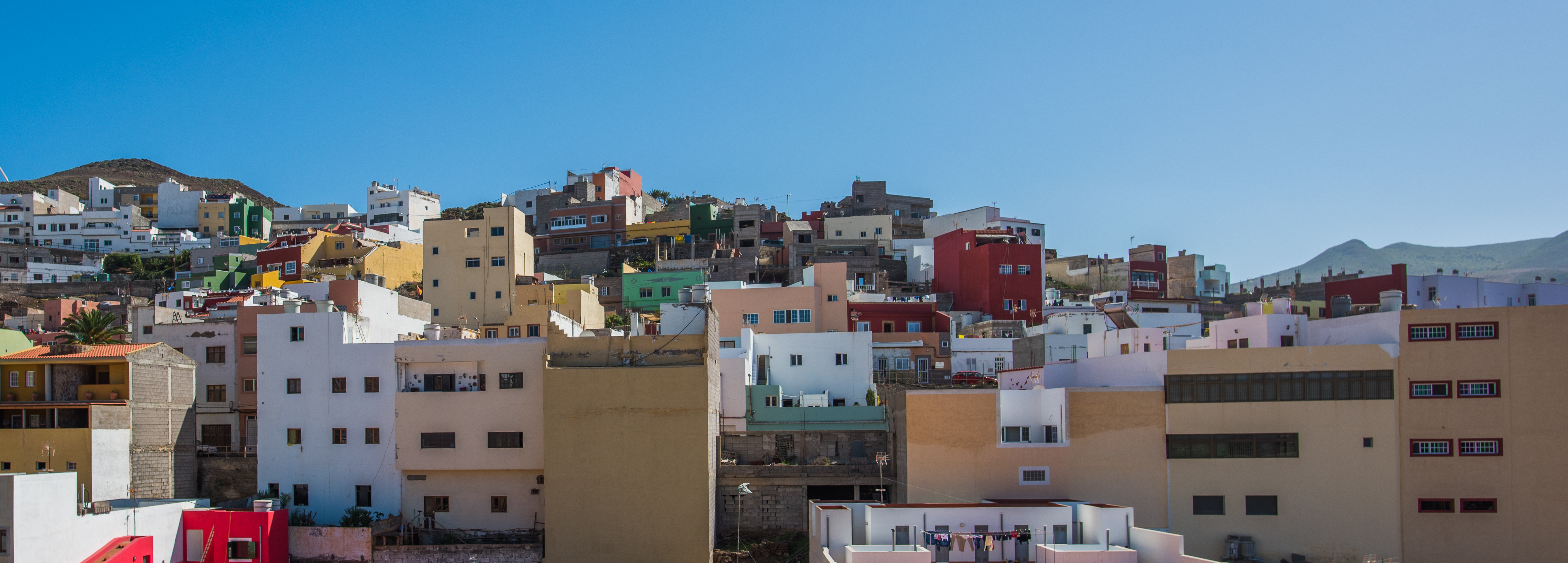
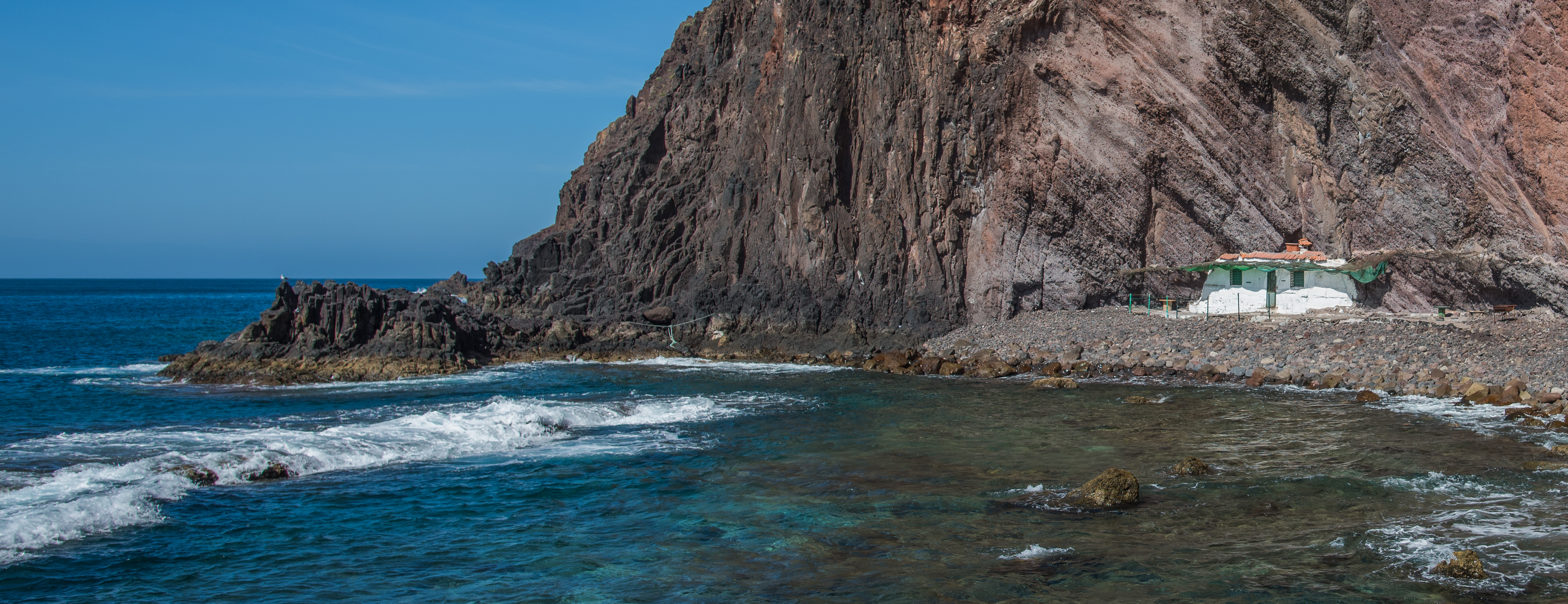
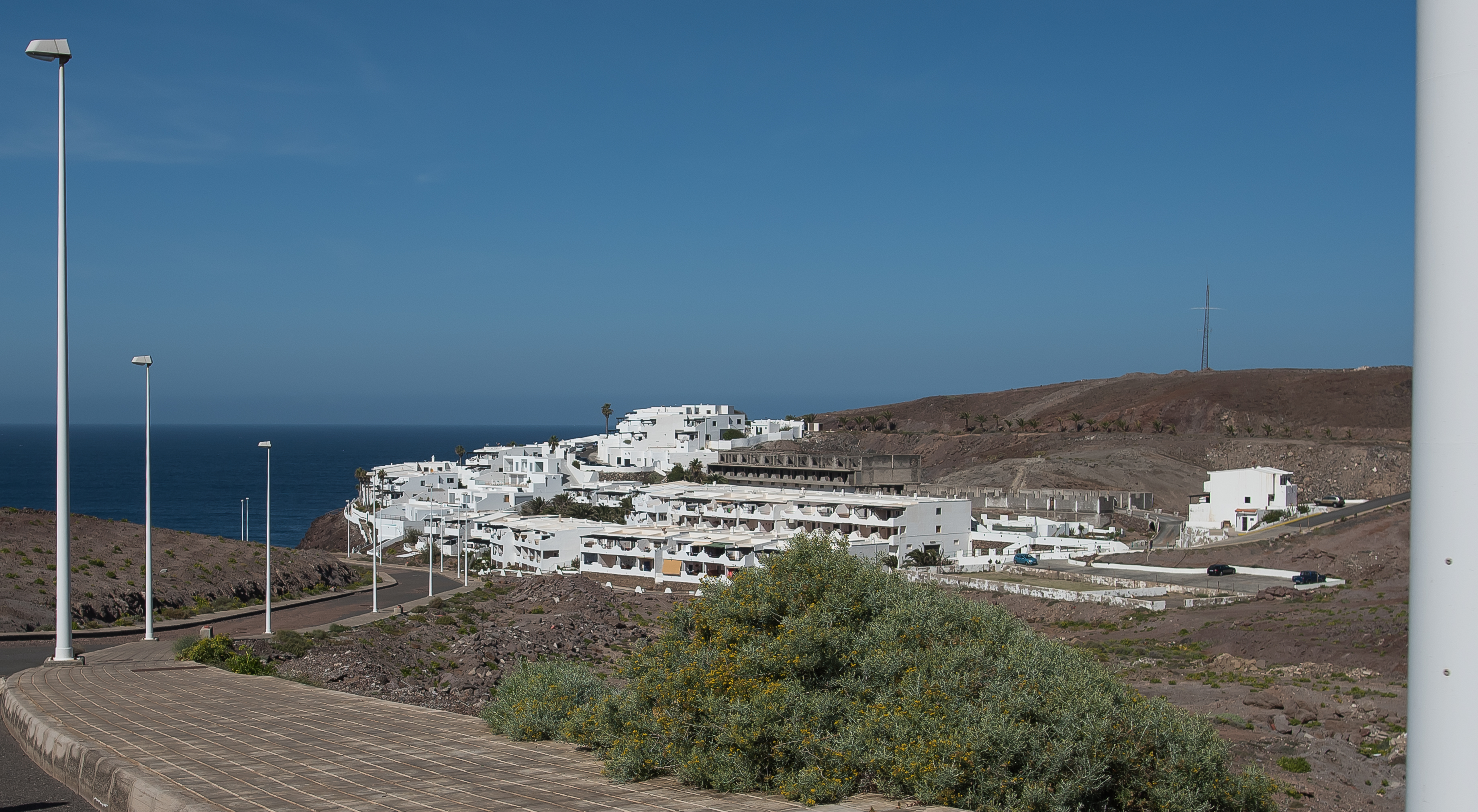
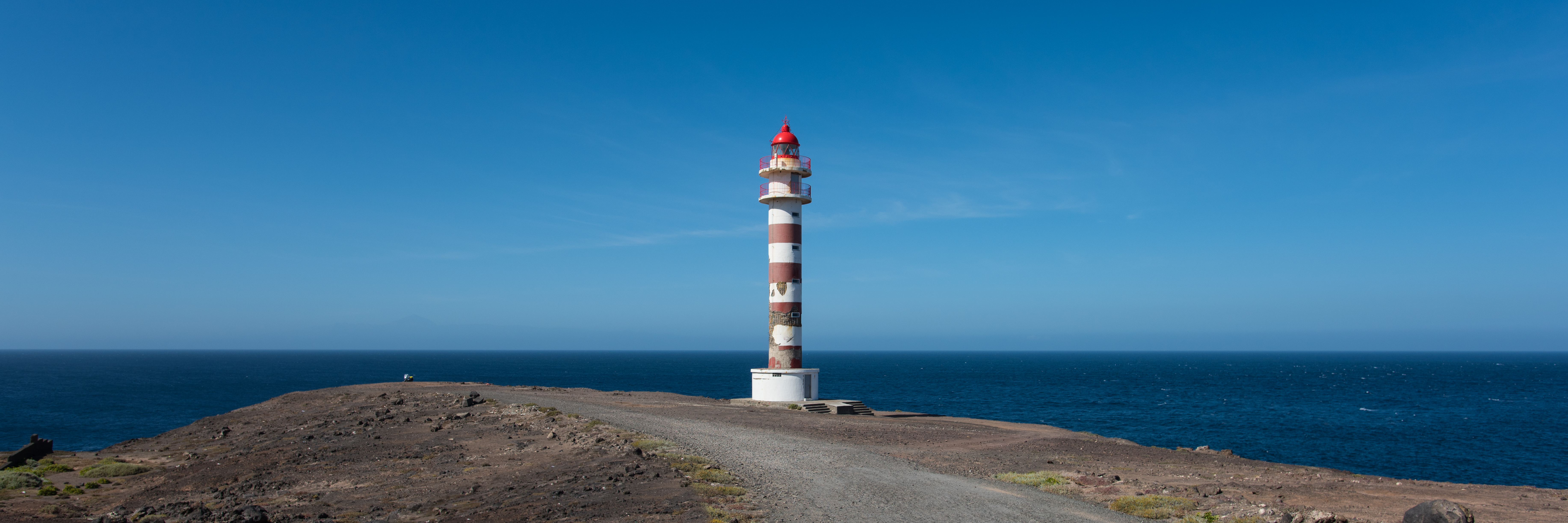